# ناني سواريس
ناني (بالبرتغالية: Nani Soares‏) (مواليد 17 سبتمبر 1991) هو لاعب كرة قدم من غينيا بيساو، يلعب حاليًا لصالح نادي تروفينس كلاعب وسط.

## روابط خارجية
- ناني سواريس على موقع قاعدة بيانات كرة القدم.إي يو (الإنجليزية)
- ناني سواريس على موقع ناشيونال فوتبول تيمز (الإنجليزية)
- ناني سواريس على موقع Soccerway.com (الإنجليزية)